# トヨタ・FT-EV
FT-EVは、トヨタ自動車が発表した小型電気自動車のコンセプトカー。名称は「Future Toyota-Electric Vehicle」を意味する。iQをベースとしている。

## FT-EV
FT-EVは、2009年1月に北米国際オートショーにて発表された。リチウムイオン二次電池を搭載し、航続距離は約80kmとされる。乗車定員は4人。

## FT-EV II
FT-EV IIは、2009年10月に第41回東京モーターショーにて公開された。
100V・200Vの一般家庭のコンセントからも充電が可能で、200Vならば、7.5時間程度で満充電となる。最高速度は100km/hで、最高航続距離は90kmを記録している。
リチウムイオン電池を床下に搭載したことで無駄なスペースがなくなり、小さな外寸に似合わず、室内は広い。
インテリアでは、最小限の要素のみでまとめられたインストゥルメントパネルや、スイッチ類までにいたる三角形の反復パターンが目を引くが、ともに見た目のみではなく、機能と使い勝手を高める役割を持つ。シートのクッションには、体圧を分散するジェル素材を採用しており、三角形のパッドは、体圧分布の適正化に効果がある。
エクステリアは、未来的な印象を抱かれやすい電気自動車のイメージではなく、あえてレトロな意匠とされている。

## FT-EV III
FT-EV IIIは2011年の東京モーターショーで公開された。リチウムイオン電池を搭載し、航続距離は105kmで、2012年の市場導入を想定している。航続距離を伸ばして長距離移動を可能にするのではなく、近距離移動に特化したモデルとなる。